# Moneta hunanica
Moneta hunanica är en spindelart som beskrevs av Zhu 1998. Moneta hunanica ingår i släktet Moneta och familjen klotspindlar. Inga underarter finns listade i Catalogue of Life.